# Салиентность
Салиентность (англ. salience,  saliency, от англ. salient — «выделяющийся, важный, заметный») — термин, близкий по смыслу русским словам «значимость», «важность», «заметность». Используется в лингвистике, языкознании, психофизиологии.
Салиентные примеры — в лингвистике — запоминающиеся или яркие примеры, относящиеся к той или иной категории идеализированных когнитивных моделей. Например, салиентным примером идеализированной когнитивной модели университета является Оксфордский университет.

## Салиентность в психофизиологии
В психофизиологии обозначает свойство объекта, пиксела, и т. д. выделяться на фоне группы других объектов того же типа. Нахождение салиентных объектов считается ключевым механизмом, обеспечивающим обучение и выживание организмов путём фокусирования их ограниченных ресурсов восприятия на наиболее важной и соответствующей ситуации части информации, полученной от органов чувств.
Примером салиентности является восприятие объектов окружающего мира водителем автомобиля — он прежде всего замечает светофоры, знаки поворота, полосу разметки и другие объекты, важные (существенно значимые) для безопасности на дороге, но может не заметить деревья и здания за пределами автодороги.

## Салиентность в лингвистике
В лингвистике салиентными называют безусловно значимые свойства объектов, описываемых словами языка. Эти важные для носителей языка объекты описываются наибольшим разнообразем слов.